# Rennvögel
Die Rennvögel (Cursoriinae) sind eine Unterfamilie der Brachschwalbenartigen, die zur Ordnung der Regenpfeiferartigen gehören. Es handelt sich um bodenbewohnende Vögel, die meistens in ariden Regionen Afrikas und Asiens anzutreffen sind.

## Merkmale
Es handelt sich um etwa drosselgroße langbeinige Läufer. Die Körperlänge bewegt sich zwischen 19 cm (gemeiner Rennvogel) und 29 cm (Amethystrennvogel). Im Gefieder überwiegen die Farben Grau, Beige und Weiß. Kopf und Brust sind oft auffällig gefärbt, kennzeichnend für alle Arten ist ein Augenstreifen.
Die Füße sind tridaktyl, es fehlt also eine Hinterzehe, die Zehen sind relativ kurz. Die Beine sind weiß, gelb oder rot gefärbt. Die Schnäbel sind kurz und gebogen; sie sind meistens einfarbig schwarz, nur bei den Arten der Gattung Rhinoptilus an der Basis gelb oder rot. Die Flügel sind lang und zugespitzt, jedoch nicht so spitz wie bei den Brachschwalben, da bei diesen meistens die äußere Handschwinge die längste ist (bei den Rennvögeln die vorletzten zwei bis drei). Der Schwanz ist kurz und rechteckig.
Rennvögel sind selten stimmfreudig. Eher sind im Flug als am Boden Laute zu hören. Diese sind oft grell und werden gelegentlich mit Rasseln oder rostigen Türangeln verglichen. Melodischer als bei den anderen Arten sind die Rufe der Vertreter der Gattung Rhinoptilus.

## Verbreitung und Lebensraum

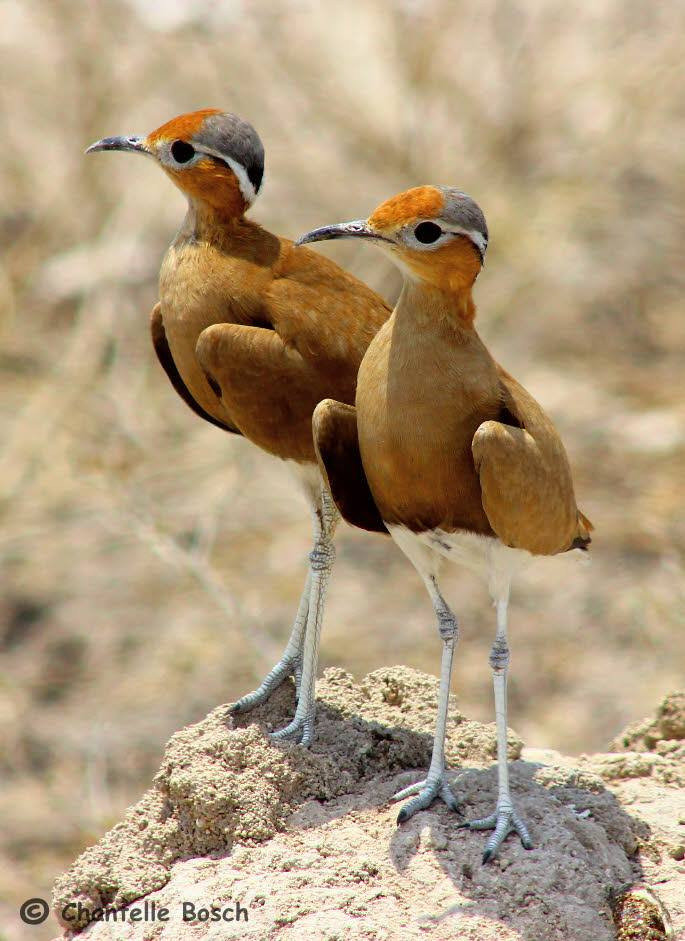
Rostrennvögel (Cursorius rufus)

Alle Arten besiedeln die tropischen und subtropischen Zonen der Alten Welt. Sieben der neun Arten bewohnen Afrika (eine von diesen zusätzlich Westasien), die anderen zwei leben auf dem indischen Subkontinent. Typischer Lebensraum sind aride Regionen wie Wüste, Halbwüste und Savanne, Arten der Gattung Rhinoptilus kommen auch in Trockenwäldern vor.
In der Regel sind Rennvögel keine Zugvögel, sondern unternehmen höchstens lokale Wanderungen. Eine Ausnahme ist hier der gemeine Rennvogel, dessen in Nordafrika brütende Populationen die Sahara durchqueren, um in der Sahelzone zu überwintern.

## Lebensweise
Rennvögel sind dämmerungs- und nachtaktive Vögel, die den Tag bewegungslos im Schatten von Sträuchern oder Bäumen verbringen. Die Arten der Gattung Cursorius finden sich außerhalb der Brutzeit zu kleinen Gruppen von maximal vierzig, in der Regel aber weniger als zwanzig Individuen zusammen. Die Arten der anderen Gattungen sind generell einzelgängerischer und werden meistens einzeln oder paarweise angetroffen.

### Ernährung
Die Nahrungsaufnahme erfolgt beim Laufen, wobei die Beutetiere vom Boden aufgepickt oder mit dem Schnabel aus weichem Sand ausgegraben werden. Hauptsächlich bilden Insekten und deren Larven sowie Schnecken die Nahrung, seltener auch kleine Eidechsen und Skorpione. Rennvögel beziehen ihren Flüssigkeitsbedarf komplett aus der Nahrung und müssen nicht trinken.

### Fortpflanzung

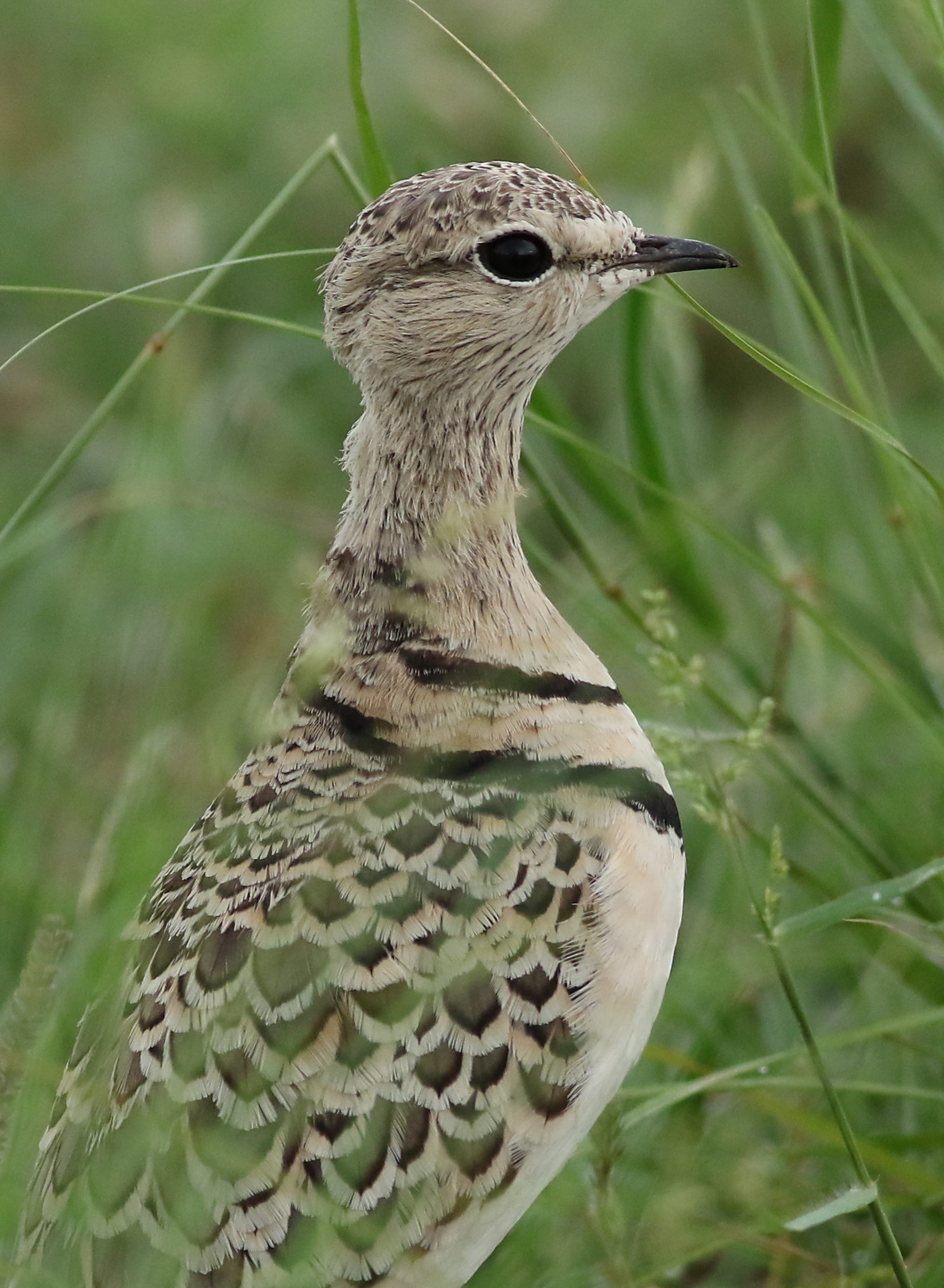
Doppelband-Rennvogel (Smutsornis africanus)

Rennvögel sind am Nest immer Einzelgänger, die sich nicht zu Kolonien zusammenschließen. Die Eier werden direkt auf den Boden gelegt, als Nest dient höchstens eine kleine Mulde. Der Doppelband-Rennvogel legt ein einziges Ei, bei allen anderen Arten besteht das Gelege in der Regel aus zwei Eiern, obwohl in seltenen Ausnahmefällen bis zu vier Eier vorkommen. Eine Besonderheit stellt der Bindenrennvogel dar, weil er seine Eier im weichen Sand vergräbt, selbst während er sie bebrütet; ein solches Verhalten zeigen die anderen Arten nicht. Beide Eltern brüten im Wechsel. Die Jungen sind Nestflüchter und werden einige Wochen von den Eltern begleitet, ehe sie flügge sind.

## Bedrohung und Schutz
Acht der neun Arten sind in keiner Weise bedroht und noch häufig. Die Ausnahme ist der Godavari-Rennvogel, der endemisch in den Ostghats Indiens ist und bis zu seiner Wiederentdeckung 1986 als ausgestorben galt; seitdem gab es nur wenige Sichtungen und seit 2009 trotz intensiver Suchen überhaupt keine mehr. Die IUCN stuft diese Art als vom Aussterben bedroht ein.

## Systematik
Vom Handbook of the Birds of the World werden drei Gattungen unterschieden. Manchmal werden alle Rennvögel einer einzigen Gattung Cursorius zugeschlagen; die meisten Quellen unterscheiden zwischen zwei Gattungen Cursorius und Rhinoptilus, wobei Smutsornis dann in die letztere mit eingeordnet wird.
- Cursorius

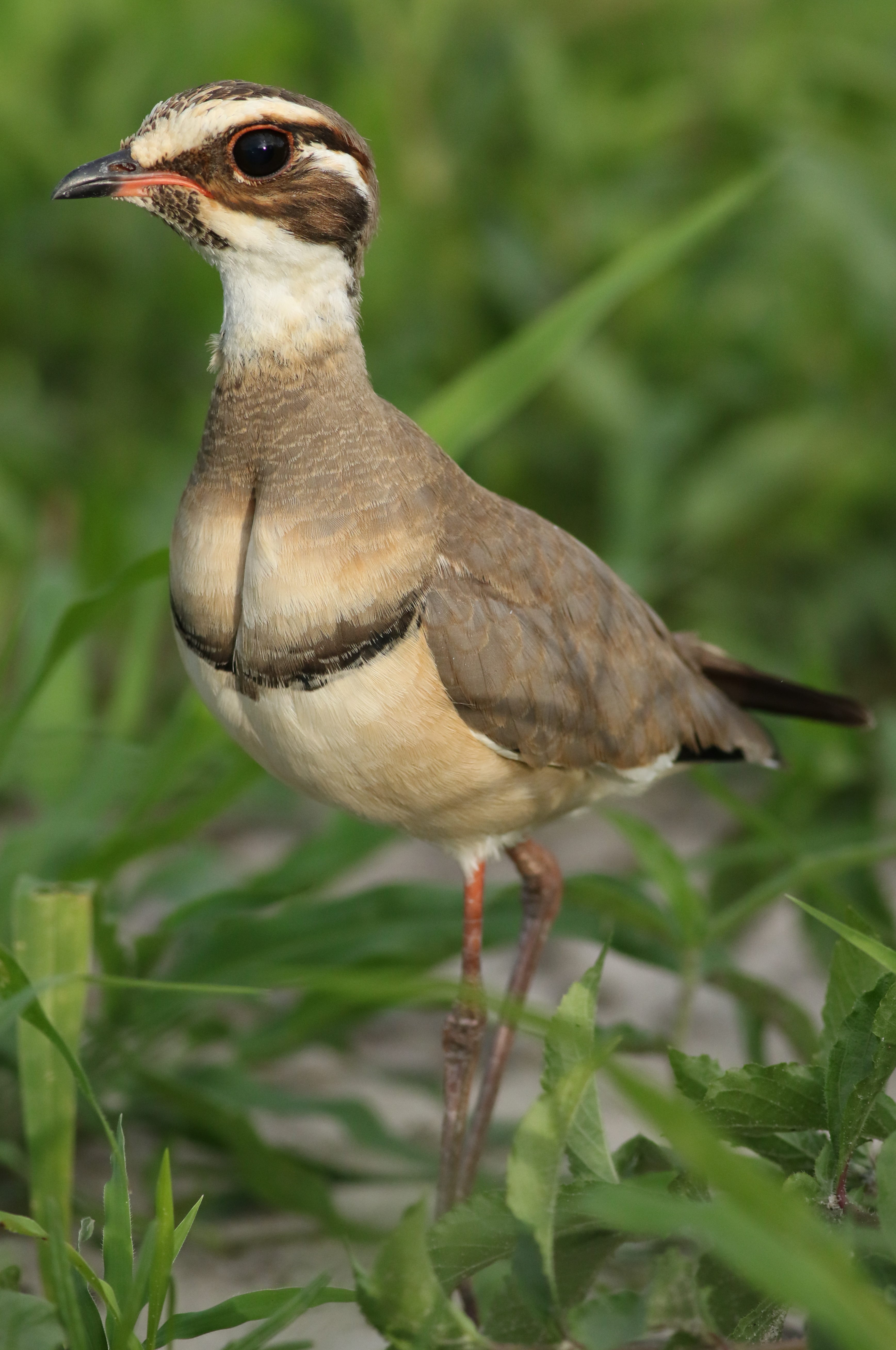
Amethystrennvogel

  - Koromandelrennvogel (Cursorius coromandelicus) – Asien
  - Rennvogel (Cursorius cursor) – Afrika und Asien
  - Rostrennvogel (Cursorius rufus) – Südl. Afrika
  - Somalirennvogel (Cursorius somalensis) – Afrika
  - Temminckrennvogel (Cursorius temminckii) – Afrika
- Rhinoptilus
  - Godavarirennvogel (Rhinoptilus bitorquatus) – Indien
  - Amethystrennvogel (Rhinoptilus chalcopterus) – Afrika
  - Bindenrennvogel (Rhinoptilus cinctus) – Afrika
  - Doppelband-Rennvogel (Rhinoptilus africanus, Syn. Smutsornis africanus) – Afrika

Die Rennvögel waren eine der beiden Unterfamilien, in die die Brachschwalbenartigen unterteilt wurden. Da die Rennvogelgattung Rhinoptilus aber in einem Schwestergruppenverhältnis zu allen anderen Gattungen der Brachschwalbenartigen steht, ist  die Unterfamilie der Rennvögel damit paraphyletisch.